# Dobrodružství Huckleberryho Finna
Dobrodružství Huckleberryho Finna je román Marka Twaina, řazený do skupiny „velkých amerických románů“. Šlo o jeden z prvních románů, který byl podán pomocí barvitého místního jazyka a hovorové řeči. Je vyprávěn v první osobě titulním hrdinou Huckleberrym (Huckem) Finnem, přítelem Toma Sawyera. Kniha byla poprvé vydána roku 1884. Do češtiny knihu poprvé převedl v roce 1893 Karel Ladislav Kukla pod názvem Dobrodružství tuláka Finna.
Kniha je ceněna pro věrohodné vykreslení postavy mladého Hucka, barvité líčení lidí a míst podél řeky Mississippi a pro svůj střízlivý, břitký, ale zároveň i lidský pohled na postoje a předsudky různých postav, včetně rasismu té doby. Putování Huckleberryho Finna a jeho přítele Jima, uprchlého černošského otroka, na voru po proudu Mississippi je jedním z nejtrvalejších obrazů úniku a svobody v americké literatuře.
Ačkoliv kniha byla především od počátku oblíbená mezi mladými čtenáři jako pokračování celkem krotké a „neškodné“ knihy Dobrodružství Toma Sawyera (která neměla zvláštní sociální poselství), stala se rovněž trvalým předmětem zájmu literárních kritiků. Popisovaná realita jižanské společnosti sice byla v době publikace již přes dvacet let minulostí, přesto se knížka stala předmětem sporů a zůstává jím dodnes (viz odstavec Kontroverze níže).
Příběh se odehrává v polovině 19. století, ještě před americkou občanskou válkou. Román sleduje cestu a vývoj vztahu mezi dospívajícím Huckleberrym Finnem a uprchlým jižanským otrokem Jimem během plavby po řece Mississippi. Společná dobrodružství a nesnáze mezi nimi vytvářejí pouto. Líčení jsou sice podávána Twainovým humorným stylem, zároveň však vyjevují nesouhlas s otroctvím.

## Děj
Osoby pokoušející se nalézt pohnutky v tomto vyprávění budou stíhány, osoby pokoušející se nalézt v něm morálku budou vypovězeny, osoby pokoušející se nalézt v něm komplot budou zastřeleny.
Mark Twain, Dobrodružství Huckleberryho Finna, „Poznámka“ v knize.

### Život v St. Petersburgu
Román začíná v St. Petersburgu (jehož předobrazem je město Hannibal v Missouri) krátce po událostech, které byly popsány v knize Dobrodružství Toma Sawyera. Tom a Huckleberry získali po svých předchozích dobrodružstvích nemalé množství peněz a Huck byl svěřen do výchovy vdovy Douglasové, která se ho se svou sestrou, paní Watsonovou, pokouší „civilizovat“. Huck jejich úsilí strpí, ale pokládá civilizovaný život za omezující.
Huckův život se změní, když se objeví jeho líný a alkoholu propadlý otec. Huckovi se sice podaří předejít tomu, aby se otec zmocnil jeho majetku, ale otec jej unese a žije s ním v divočině. Huck je nespokojen s touto necivilizovanou formou života a naplánuje útěk z otcova srubu. Předstírá svou vlastní smrt a vydává se dolů po toku Mississippi.

### Cesta začíná
Během skrývání se na ostrově se Huck potkává s Jimem, otrokem paní Watsonové. Uprchl, protože hrozil jeho prodej a Jim se nechtěl odloučit od své rodiny. Huck se v přestrojení za děvče vydává do St. Petersburgu a zjišťuje, že lidé z města uvěřili jeho smrti a podezřívají jeho otce a Jima. Aby Huck zachránil Jima před chycením a prodejem, rozhodují se společně odplout na voru do města Cairo v Illinois, odkud budou moci dojet parníkem do svobodných severních států.
Během cesty na jih se Huck a Jim krátce v mlze rozdělí. Po návratu kanoí zpět k voru provede trik, kterým Jima přesvědčí, že Huck vor nikdy neopustil a že Jimovi se o rozdělení jen zdálo. Po prohlédnutí triku se Jim hněvá. Huckův výsledný stud je bodem zvratu v jejich vztahu, protože Huck začíná na Jima hledět jako na přítele a osobu, než jako na otroka. Do té doby se Huck zmítal ve vnitřním sporu mezi svým „svědomím“, které mu říkalo, že když pomáhá uprchlíkovi, podílí se na krádeži majetku paní Watsonové, a mezi svým „srdcem“, podle kterého si Jim zaslouží být svobodný. V obou případech ale Huckova loajalita k Jimovi vítězí.
Huck a Jim ovšem minuli Cairo, takže jejich vor zůstává uprostřed otrokářského státu a míří dále k jihu. V této fázi zažívají sérii dobrodružství, kterými je satirizována dobová jižanská kultura a podtržen rozdíl mezi idylickým rodinným soužitím mezi Jimem a Huckem na voru ve srovnání s různými rodinami, které potkávají na pobřeží.

### Grangerfordovi a Shepherdsonovi
Krátce za Cairo je vor potopen po srážce s parníkem a plavci se skutečně rozdělí. Huck získává přístřeší u Grangerfordových, místní bohaté rodiny. Stává se přítelem Bucka Grangerforda, hocha v jeho věku. Zjišťuje, že Grangerfordovi jsou zapleteni v dlouhém krvavém sporu s rodinou Shepherdsonových.
Buckova sestra Sofie utíká s Harneyem Shepherdsonem. V nastalém konfliktu jsou zabiti všichni mužští příslušníci Grangerfordových. Huck těsně unikne, opět se spojí s Jimem a na voru plují dále po Mississippi.

### Král a vévoda
Níže na řece Jim a Huck zachrání dva podvodníky. Mladší z dvojice se představí jako syn anglického vévody a je proto dále znám jako „vévoda“. Starší muž, asi sedmdesátník, trumfuje prvního tím, že se prohlásí za dauphina (prvorozeného potomka francouzského krále Ludvíka XVII. s nárokem na francouzský trůn). „Král“ a „vévoda“ pak přinutí Jima a Hucka, aby je ponechali na voru. Během cesty získávají peníze řadou drobných podvodů.
Huck je přítomen pokusu o lynčování plukovníka Sherburna, který zabil neškodného městského opilce. Sherburn čelí davu s nabitou puškou a přinutí ho vrátit se zpět poté, co přednese dlouhou řeč o tom, co považuje za podstatnou zbabělost „jižanské justice“, tj. lynčující dav. Tato historka nesouvisí se zbytkem příběhu a zřejmě ilustruje rozpolcený Twainův přístup: Huck jako štvanec prchá z jižanské společnosti, zatímco gentleman Sherburn jí čelí, ovšem brutálně a ničivým způsobem.
Jedním z podvodů je představení „Senzační král“. Divákům je předvedena jen krátká a směšně ubohá hra. Diváci pochopitelně nejsou spokojeni, nicméně, aby neztratili tvář, doporučí hru svým známým. Druhý večer se dostaví ještě více diváků. Třetí večer přijde vůbec nejvíce obecenstva, které se zúčastnilo obou předchozích večerů, aby herce odměnili shnilou zeleninou. Ti ale včas unikají s vybranými penězi, aniž by představení odehráli.
Dalším z kousků krále a vévody mělo být jejich vydávání se za bratry Petera Wilkse, nedávno zemřelého boháče. S použitím absurdního anglického přízvuku přesvědčují většinu lidí z města, že jsou očekávanými bratry z Anglie. Huck se hněvá, neboť chtějí ukrást dědictví dcerám Wilkse a jeho skutečným bratrům, rovněž plánují prodej Wilksových otroků a rozdělení jejich rodin. Aby tomu zabránil, ukradne peníze obou výtečníků a ukryje je ve Wilksově rakvi. Podvodníci jsou odhaleni, protože přijíždějí praví bratři Wilkse. Během zmatků po nálezu peněz v rakvi oba stačí utéct a opět se připojit k Huckovi a Jimovi.

### Jimův útěk
V této situaci čtyř uprchlíků na voru král „zajme“ Jima a prodá ho. Huck je touto zradou pobouřen a definitivně odmítne „výčitky svědomí“, že tím, že pomáhá Jimovi na svobodu, krade majetek paní Watsonové. Připustí: „Dobrá, přijdu do pekla“ a rozhodne se Jima osvobodit.
Huck přijde do domu, kde je Jim zadržen. Nepravděpodobnou náhodou se stalo, že Jim byl prodán Silasi Phelpsovi, strýci Toma Sawyera. Podobně jako u Wilksových se teta Sally Phelpsová zmýlí a považuje Hucka za samotného Toma. Huck se za něj vydává, neboť doufá, že se mu podaří Jima osvobodit. Krátce nato přichází skutečný Tom Sawyer, souhlasí s Huckovým podvodem a vydává se za svého bratra Sida Sawyera.
Jim odhalí tajemství „Sensačního krále“ měšťanům dříve, než darebáci mohou podvod opět vyzkoušet. Tuto noc mohou Jim a Huck sledovat, jak lidé z města natřou vévodu a krále dehtem a peřím a na kládě je vyvezou z města.
Místo toho, aby Jima jednoduše nechali uprchnout, Tom rozvine pracný plán osvobození, který zahrnuje tajné zprávy, skryté tunely, provazový žebřík poslaný Jimovi v jídle a další prvky z romantických novel, včetně varování Phelpsovi, že indiánský kmen ukradl jeho uprchlého otroka. Huck a Jim postupují podle plánu, ale Tom je během vzniklé šarvátky střelen do nohy. Místo dokončení útěku Jim přiměje Hucka, aby se vrátil do města pro doktora pro Toma. Jim a Tom jsou potom chyceni.

### Závěr
Po Jimově chycení se věci rychle vyřeší samy. Tomova teta Polly se vrací a odhaluje Huckovu a Tomovu pravou identitu. Tom oznamuje, že Jim byl svobodný již měsíce, protože paní Watsonová umřela před dvěma měsíci a ve své poslední vůli propustila Jima na svobodu. Tom to zatajil, aby mohl provést svůj komplikovaný plán útěku ze zajetí. Podobně Jim sdělí Huckovi, že jeho otec, obávaný opilec, je již nějaký čas mrtvý a že se Huck může bezpečně vrátit do St. Petersburgu. V závěrečném výjevu Huck oznamuje, že je rád, že mohl svůj příběh napsat, a že ačkoliv jej teta Sally plánuje adoptovat a „zcivilizovat“, Huck sám plánuje se vydat na Západ.

## Kontroverze

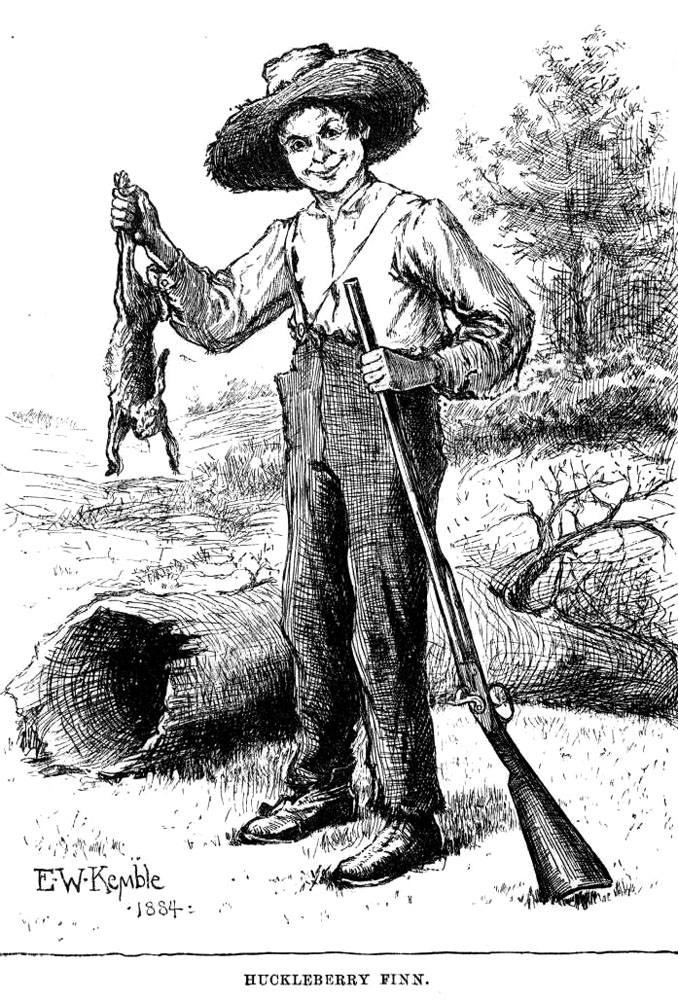
Huckleberry Finn. Obrázek od E. W. Kembla z původního vydání knihy v roce 1884.

Ačkoliv knihovna ve městě Concord (Massachusetts, USA) knihu zakázala okamžitě po vydání kvůli „nevkusnému tématu“ a „sprostému, primitivnímu jazyku, v němž je vyprávěna“, noviny San Francisco Chronicle přišly rychle na pomoc a 29. března 1884 napsaly: 
Průběhem celé knihy je nejostřejší satira předválečného hodnocení otroka. Huckleberry Finn, syn bezcenného, opilého bělocha, trpí výčitkami svědomí z toho, že pomáhá černochovi dostat se svobodu. Někteří kritici to označili za přehnané, ale v knize není nic pravdivějšího.

Proběhly nesčetné pokusy „uhladit“ jazyk v knize. Televize CBS zašla tak daleko, že vytvořila televizní verzi Hucka Finna, která neobsahovala žádné černošské postavy, žádnou zmínku o otroctví, ani klíčovou postavu Jima.
Ve Spojených státech dochází k příležitostným pokusům omezit čtení této knihy. Kromě zmíněného zákazu ve městě Concord došlo v různých časech:
- vyřazení z dětských sekcí veřejné knihovny v Brooklynu a z ostatních knihoven,
- vynětí z doporučené literatury kvůli údajnému rasismu (např. v březnu 1995 byla podle amerického listu The Washington Post kniha vyňata z literatury desáté třídy hodin angličtiny ve škole National Cathedral School ve městě Washington, D.C.
- vynětí ze školních programů na žádost skupin, které uvádějí, že časté používání slova „negr“ (celkem 212 výskytů) způsobuje, že kniha je rasistická, ačkoliv její zastánci tvrdí, že to je převážně protirasistický[1] děj, satira a anachronické užití dnešních kritérií zdvořilé mluvy na minulé časy,
- vyřazení z veřejných a školních knihoven kvůli „rasistickému“ ději.

Dehonestující spojení „negr Jim“ se v textu samotné knihy neobjevuje, ale bylo použito některými literárními kritiky. Např. Russell Baker napsal: 
Lidé, které Huck a Jim potkávají na Mississippi, jsou opilci, vrazi, násilníci, podvodníci, mučitelé, zloději, lháři, defraudanti, zneuživatelé dětí, mamlasové, pokrytci, mluvkové a obchodníci s lidským masem. Všichni jsou bílí. Jediným čestným mužem v této fantasmagorii je „negr Jim“, jak mu Twain říkal, aby zdůraznil ironii společnosti, ve které je jediný pravý gentleman vystaven opovržení.

Na kritika Ralpha Ellisona udělalo dojem, jak jasně Twain dal vyjít najevo Jimovu důstojnost a lidskosti. Podle Ellisona 
Huckleberry Finn věděl, stejně jako Mark Twain, že Jim nebyl pouze otrok, ale také člověk a symbol humanity... osvobozením Jima se Huck pokouší osvobodit sama sebe z konvencionalizovaného zla, tj. z otroctví, které občané považují za nezpochybňovanou součást civilizace.

Americká asociace knihoven (American Library Association) uvádí Huckleberryho Finna jako pátou nejčastěji zpochybňovanou knihu během devadesátých let 20. století.
Bill Walsh napsal:
Huck Finn byl (a asi zůstane) lekcí z použití jazyka, nadávek a pomluv a toho, jak se mohou (nebo nemusí) měnit v čase.

## Adaptace

### Filmové adaptace
- Huck Finn, z r. 1937 film produkce Paramount,
- The Adventures of Huckleberry Finn, z r. 1939 a hercem Mickey Rooneym,
- The Adventures of Huckleberry Finn z roku 1960, režie Michael Curtiz, herec Eddie Hodges,
- Dobrodružství Huckleberryho Finna z roku 1966, televizní dvoudílní film, Československo, režie Václav Hudeček, herec Jaromír Hanzlík a Ladislav Pešek (csfd)
- The New Adventures of Huckleberry Finn, z r. 1968 animovaný televizní seriál pro děti,
- Beznadějně ztracen, z r. 1972, sovětský film,
- Huckleberry Finn, z r. 1974, hudební film,
- Huckleberry Finn, z r. 1975 film týdne s Ronem Howardem v roli Hucka Finna, od ABC,
- Huckleberry Finn (anime), z r. 1976 Japanese anime s 26 díly,
- Huckleberry Finn and His Friends, televizní seriál z r. 1979 s hercem Ianem Traceym,
- Adventures of Huckleberry Finn'', televizní film z r. 1985.
- The Adventures of Huck Finn, z r. 1993, film s hercem Elijahem Woodem a Courtney B. Vance,
- Tom and Huck (1995).
- Viz rovněž: Filmové adaptace v seznamu Internet Movie Database (EN)

### Pódiová představení
- Big River, 1985, muzikál se slovy a hudbou Rogera Millera

### Rozhlasová hra
- Mark Twain: Dobrodružství Toma Sawyera a Huckleberryho Finna, Radioservis[3][4]